# Црква Свете Ане у Доњој Вријеској
Манастир Свете Ане је манастирска црква која се налази у Доњој Вријеској недалеко Дарувара, и припада невеликој групи дјелимично добро сачуваних готичких сакралних грађевина на подручју Славоније. Манастир припада Епархији славонској Српске православне цркве.

## Прошлост
Ради се о једнобродној, за славонске прилике релативно великој грађевини са светиштем дугим 8 m и бродом дугим 14 m. Цркву је 1412. године саградио властелин Бенедикт Нелипић за католички ред Павлина. Богомоља у готском стилу била је посвећена Св. Ани, мајци Богородичиној. Напуштена је црква 1542. године након османског освајања.
За вријеме турске власти грађевина је доста пропала. Свод који је покривао брод и светиште је пао, па је касније замијењен кровом, но о изворном изгледу унутрашњости свједоче и данас остаци ребара. Када су они напустили Манастир, на рушевине долази патријарх Арсеније Чарнојевић, а пакрански монаси (предвођени игуманом Нићифором Јовановићем) 1730. године обнављају запустјели Манастир. Када су цркву уредили они су по дозволи грофа Локателија, команданта Славоније 1731. године уселили.
Почетком 18. вијека Света Ана је преправљена за православно богослужење. Неко је вријеме била и сједиште православног манастира (1735—1775), након чега је припала оближњем манастиру Пакри. Крајем 18. вијека одузета је од овог манастира и подређена парохији у Великим Бастајима. Од тада грађевина је почела пропадати тако да је напосљетку 1852. године морала бити потпуно затворена због опасности од урушавања крова.

## Старешине манастира
| Портрет | Име и презиме                  | Време службе |  |
| ------- | ------------------------------ | ------------ |  |
|         | игуманија Анастасија (Пушић)   | 1960—1991    |  |
|         | игуманија Варвара (Божић)      | 1991—1994    |  |
|         | игуманија Магдалина (Савковић) | 1994—2002    |  |
|         | игуманија Герасима (Тинтор)    | од 2018      |  |

## Прва обнова
Овако лоше стање Свете Ане подстакло је њену прву обнову у 19. вијеку. Главни покретачи обнове били су први конзерватор у Хрватској и Славонији, Иван Кукуљевић Сакцински, затим владика православне Пакрачке епархије (на чијој се територији налази црква Свете Ане), Стефан Крагујевић, и настојатељ Манастира Пакре, Гедеон Пауновић. С обновом се настојало почети већ 1859, када је Света Ана поново стављена под управу манастира Пакре, но на крају је до ње дошло тек двије године касније због противљења грофа Јулија Јанковића, власника земље која је окруживала капелу, а који се бојао да ће обнова ове грађевине угрозити његов посјед.
Посредовање које су учињене на Светој Ани 1861. године готово да нису имале никакав стилски, већ искључиво практичан карактер. Поправљен је кров како црква не би даље пропадала и дограђен је једноставни дрвени звоник.

## Друга обнова
Друга обнова Свете Ане изведена је између 1904. и 1907. године. Иако и при овој обнови све првобитна зацртана посредовања нису изведене, због недостатка средстава, ипак је дошло до много опсежнијих захвата у поређењу са ситуацијом из 1861. године. Поправљене су контрафоре, дограђен је врх главног прочеља, метални звоник на крову, као и дрвени кор у унутрашњости. Већина је додатака изведена у готичком стилу, у складу с уобичајеним приступом рестаурацији средњовјековних споменика, стилу у којем је грађевина саграђена у 15. вијеку. Преправљање је пројектовао архитекта Винко (Винзенз) Раухер, ученик најзначајнијег архитекте неоготике у Аустроугарској монархији Фридриха Шмита, ком је био повјерен цијели низ сличних пројеката на градњи нових и преправљање старих, како католичких тако и православних цркава у Хрватској. По Раухеровим је пројектима изведен и нови иконостас у унутрашњости. Иконе не иконостасу извео је сликар Марко Перош, професор Школе за умјетност и обрт у Загребу. Сликар Иван Друсани, такође из Загреба, извео је ново декоративно осликавање с мањим бројем фигуралних поља, које је касније прекречено.

## Богомоља данас
Од шездесетих година прошлог вијека, до почетка рата деведесетих, у манастиру су живјеле две монахиње настојатељица Анастасија и монахиња Теодора. Настојатељица Анастасија је преминула у Даљу, а њени посмртни остаци су пребачени у манастир Гргетег, гдје се преселила и монахиња Теодора која је преминула и сахрањена поред настојатељице Анастасије. Током рата манастир је претрпио извјесна оштећења, био је у лошем стању и пропадао је. Доласком владике Јована Ћулибрка започиње духовна и имовинска обнова манастира Свете Ане. Започето је уређење манастирског конака као и уређење цркве и њене околине. Доласком мати Иларије 2017. године у манастир, обновљен је и духовни живот манастира. Након годину дана мати Иларија се повукла из здравствених разлога, те је замјењује мати Герасима.

## Књижевност
- Historicističke obnove crkve Svete Ane u Donjoj Vrijeskoj. Scrinia Slavonica. 9 (1). Недостаје или је празан параметар |title= (помоћ), Slavonski Brod, (2009). стр. 125—160. (језик: хрватски)